# ベル・エポック (漫画)
『ベル・エポック』は、逢坂みえこによる日本の漫画作品。『ヤングユー』（集英社）にて、1991年から2002年まで不定期連載された。単行本はコミックス全11巻、文庫版全7巻。1998年に映画化された。
芸能雑誌「ピカピカ」の編集者・鈴木綺麗を取り巻く人々の群像劇で、綺麗の結婚・出産・異動により、登場人物は入れ替わっていった。基本は一話完結型。

## 登場人物
鈴木綺麗（すずき きれい）
30歳独身の芸能雑誌編集者（連載開始当時）。連載後期には10年勤めた「ピカピカ」から少年向け漫画雑誌「少年ガッツ」に異動し班長となった。
音無一徳
綺麗の大学時代の後輩。レコード会社勤務。綺麗とは再会を機に程なく恋愛関係になる。
山田秀子
「ピカピカ」の副編集長。綺麗とは同期。小柄だがしっかり者。
詩音
「ピカピカ」で連載しているイラストレーター。秀子とは従姉妹。
星野ひとみ
大物アイドル歌手。同い年（ひとみは5歳サバを読んでいる）の綺麗と仲が良い。
小坂みえはる
「少年ガッツ」に異動した綺麗が初めて担当した漫画家。かなりナイーブな人物。
鳴門るな（なると るな）
「少年ガッツ」の新人女性編集者。綺麗から小坂の担当を引き継ぐ。

## 映画
1998年9月26日公開。配給は東宝。主演は石田ひかり。

### キャスト
- 鈴木綺麗：石田ひかり
- 詩音：鷲尾いさ子
- 桜井良子：白島靖代
- 星野ひとみ：篠原涼子
- 山田秀子：鈴木京香
- 音無一徳：筒井道隆
- 石橋正隆：田辺誠一
- 吉本肇：宍戸開
- 森本研：柏原収史
- 小田幸一郎：田口トモロヲ
- 津川雅彦（友情出演）
- 佐藤浩市（友情出演）
- 長瀬智也（友情出演）
- 菅野美穂（友情出演）
- 近藤芳正（友情出演）
- 緋田康人、近藤誠人、福井裕佳梨、松本じゅん、阿南敦子、剣持直明、加藤衛 ほか

### スタッフ
- 原作：逢坂みえこ『ベル・エポック』（集英社『YOUNG YOU』連載）
- 監督：松岡錠司
- 脚本：松岡錠司、福田卓郎（脚本協力：中瀬理香）
- 企画：北村由孝、久板順一朗
- プロデューサー：宅間秋史、喜多麗子、梅川治男
- エグゼクティブプロデューサー：松下千秋
- アソシエイトプロデューサー：関口大輔
- 音楽：梅林茂（オリジナル・サウンドトラック：Epic/Sony Records）
- 劇中歌：篠原涼子「a place in the sun」（Epic/Sony Records）
- ブルースハープ演奏：奥田瑛二
- 撮影：石井勲
- 美術：及川一
- 録音：松本修
- 照明：大坂章夫
- 編集：奥原好幸
- ラインプロデューサー：桑野美樹
- 製作担当：武石宏登
- 監督補：大原盛雄
- 助監督：藤江義正
- スクリプター：森直子
- 音響効果：柴崎憲治
- 選曲：合田豊
- 現像：IMAGICA
- スタジオ：日活撮影所
- 制作協力：ステューディオ スリー
- 製作：フジテレビジョン、東宝
- 配給：東宝